# Švedska Livonija
Švedska Livonija (švedsko Svenska Livland) je bila od leta 1629 do 1721 posest Švedskega cesarstva. Njeno ozemlje je obsegalo južni del sodobne Estonije, vključno z otokom Ösel, ki ga je Danska odstopila po pogodbi iz Brömsebra. Ozemlje, ki ga je med poljsko-švedsko vojno 1600–1629 zasedla Švedska, je bilo pred tem večji del poljsko-litovskega Livonskega vojvodstva. Deli Livonije, vključno z Rigo, so bili  pod švedsko oblastjo že od leta 1621, kar je bilo formalizirano z Altmarškim premirjem leta 1629. Celotno ozemlje je bilo formalno odstopljeno Švedski šele z Olivskim sporazumom leta 1660. Manjši del Vendenskega vojvodstva, ki ga je obdržala poljsko-litovska država, se je preimenoval v Inflantsko vojvodstvo (Livonska kneževina), in danes ustreza latvijski regiji Latgaliji. 
Riga je bila takrat drugo največje mesto v Švedskem cesarstvu. Livonija je skupaj z drugimi švedskimi  baltskimi posestvi služila za zavarovanje švedskega dominium maris baltici – švedske baltske domene. V nasprotju s švedsko Estonijo, ki se je leta 1561 prostovoljno podredila švedski oblasti in kjer so tradicionalni lokalni zakoni ostali večinoma nedotaknjeni, je bila v švedski Livoniji pod Karlom XI. Švedskim uvedena politika enotnosti: tlačanstvo je bilo odpravljeno, kmetom so ponudili izobraževanje ter vojaške, upravne ali cerkvene kariere, plemiči pa so morali v veliki redukciji prenesti posesti na kralja. 
Ozemlje Švedske Livonije je  med veliko severno vojno osvojilo Rusko carstvo in po kapitulaciji Estonije in Livonije leta 1710 na tem ozemlju ustanovilo Riško gubernijo. Švedska Livonija je bila skupaj s Švedsko Estonijo in Švedsko Ingrijo formalno odstopljena Rusiji z Nystadskim sporazumom leta 1721.  

## Kralji in kraljice
Hiša Vasa
- Gustav II. Adolf (1611–1632)
- Kristina (1632–1654)

Hiša Palatinat-Zweibrücken
- Karel X. Gustav (1654–1660)
- Karel XI. (1660–1697)
- Karel XII. (1697–1718)
- Ulrika Eleonora (1719–1720)

Hiša Hesse
- Friderik I. (1720–1751)

## Generalni guvernerji
Dominionu je vladal imenovani generalni guverner, vendar je obdržal svoj parlament.
- Jacob De la Gardie (1622–1628)
- Gustaf Horn (1628–1629)
- Johan Skytte (1629–1633)
- Nils Assersson Mannersköld (1633–1634)
- Bengt Oxenstierna (1634–1643)
- Herman Wrangel (1643)
- Erik Eriksson Ryning (1644)
- Bengt Oxenstierna (1645–1647)
- Magnus Gabriel De la Gardie (1649–1651)
- Gustaf Horn (1652–1653)
- Magnus Gabriel De la Gardie (1655–1657)
- Axel Lillie (1661)
- Bengt Oxenstierna (1662–1665)
- Clas Tott (1665–1671)
- Fabian von Fersen (1671–1674)
- Krister Klasson Horn (1674–1686)
- Jacob Johan Hastfer (1687–1695)
- Erik Dahlberg (1696–1702)
- Carl Gustaf Frölich (1702–1706)
- Adam Ludwig Lewenhaupt (1706–1709)
- Henrik Otto Albedyll (1709)
- Niels Jonsson Stromberg af Clastorp (1709–1710)

## Vir
- Andrejs Plakans. A Concise History of the Baltic States. Cambridge University Press, 2011, str. 105ff

## Dodatno branje
- Heikki Pihlajamäki. Conquest and the Law in Swedish Livonia, ca. 1630–1710: A Case of Legal Pluralism in Early Modern Europe. Northern World Series. Leiden: Brill Academic Publishers, 2017